# Tamino

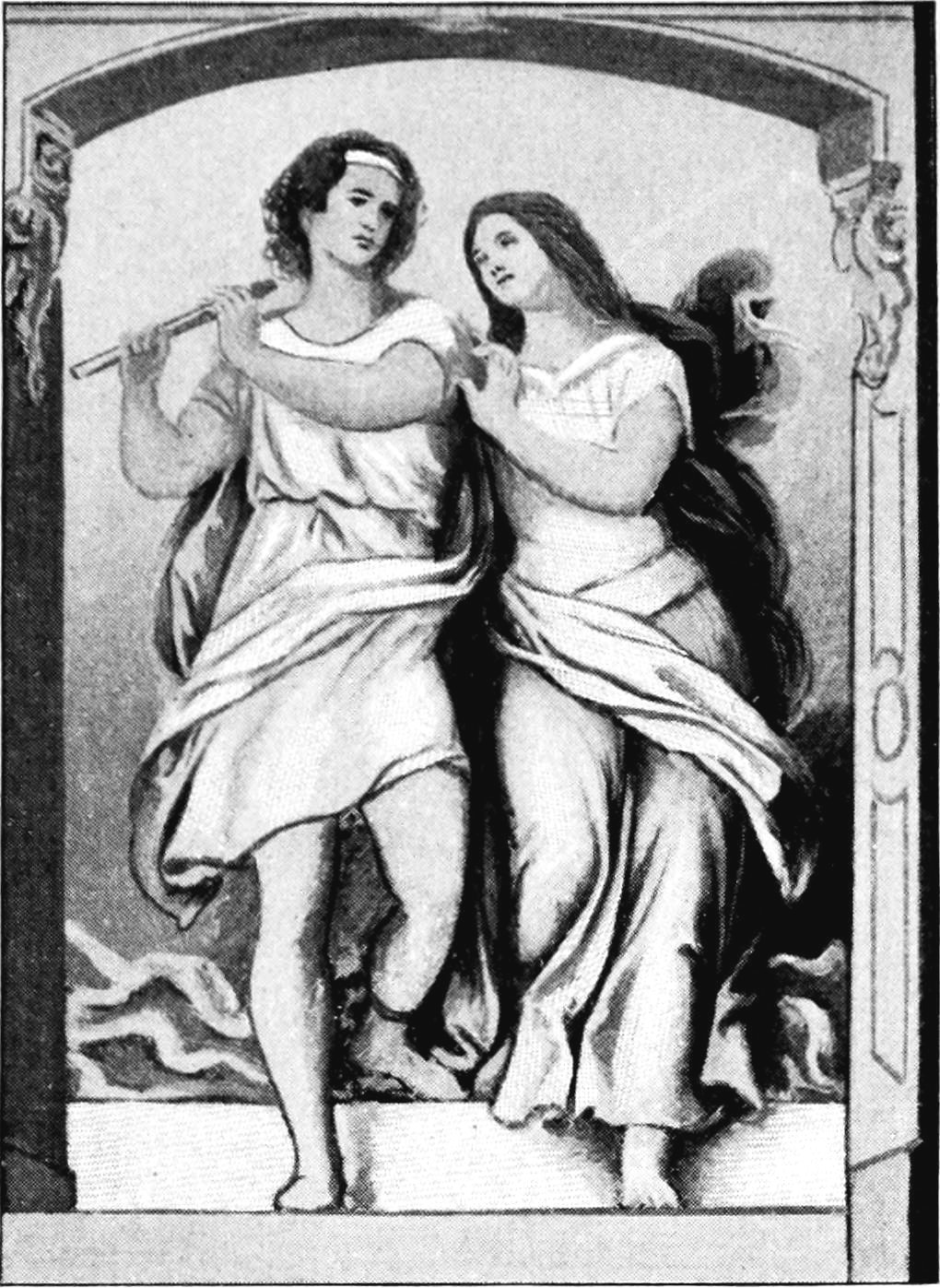
Tamino y Pamina representados en un fresco de la Ópera de Viena.

Tamino es el papel principal para tenor de la ópera La flauta mágica de Wolfgang Amadeus Mozart. Es el portador de la flauta con poderes mágicos a través de la historia.
Tamino es un príncipe, hijo de un Fürst, que se enamora del retrato de Pamina. Convencido por La Reina de la Noche (la oscuridad) se aventura a liberar a su hija Pamina, raptada por el sumo sacerdote Sarastro (la luz), con la promesa de tomar su mano en matrimonio si logra rescatarla. 
La figura de Tamino encarna al noble intelectual de alta cuna cuya espiritualidad y valor, lo llevan a las puertas de la iluminación.
Sin embargo, durante su aventura acompañado por el cazador de pájaros Papageno se convence de la bondad y sabiduría del sacerdote y se somete a su religión, logrando junto a Pamina superar las pruebas y ser consagrado como rey-sacerdote.
El papel está escrito para un tenor (tesitura de mi-la) lírico ligero. Tiene dos arias, ambas en el primer acto y varias escenas a lo largo de la composición. 
La primera es el aria del retrato, Dies Bildnis ist bezaubernd schön (“Esta imagen es encantadoramente bella”), una de las piezas comúnmente solicitadas en audiciones para coro de ópera. La segunda, Wie stark ist nicht dein Zauberton (“Cuánto alcance ha la magia de tu música”) da cuenta del poder de la flauta y trae a la memoria el mito de Orfeo apaciguando a las bestias.
Famosos intérpretes del príncipe Tamino han sido los incomparables Nicolai Gedda y Fritz Wunderlich, además de Anton Dermota, Rudolf Schock, Peter Schreier, Piotr Beczala, Gösta Winbergh y Francisco Araiza.